# Margielyn Didal
Margielyn Arda Didal (née le 19 avril 1999) est une skateboardeuse de rue professionnelle philippine devenue célèbre après sa participation aux X Games de Minneapolis 2018 et sa médaille d'or aux Jeux asiatiques de 2018. 

## Enfance et famille
Margielyn Didal est née le 19 avril 1999 à Cebu, aux Philippines de Lito et Julie Didal. Son père est menuisier et sa mère vendeuse de kwek kwek dans la rue. 

## Carrière

### Premières années
Margielyn Didal commence à faire de la skateboard avec des amis au Concave Park, aujourd'hui fermé, à Cebu. Quand le parc ferme, ses amis et elle se battent pour trouver un nouvel endroit pour s'entraîner. Elle raconte comment elle-même et ses amis ont été appréhendés par des policiers et des gardes de sécurité après avoir été surpris en train de pratiquer dans les rues et dans des zones abandonnées. 
Elle approche alors Daniel Bautista, qui reconnait son talent et devient son entraîneur. Vers 2012, Didal commence à participer à des tournois locaux dans la ville de Cebu, en particulier ceux organisés par Jeson L. Guardo de G-Concepts à Barangay Tisa à Cebu. 
À un moment donné en 2014, elle se blesse au bras droit. 

### Street League Skateboarding
Didal participe ensuite à des tournois à l'étranger et obtient des sponsors. Elle devient la première skateboardeuse philippine à concourir dans la Street League Skateboarding en participant au SLS PRO Open à Londres, en Angleterre le 26 mai 2018. Au tour préliminaire, elle termine quatrième et se qualifie pour le tour final et finit 8e. 
En raison de sa performance au SLS, une section locale adresse une lettre ouverte en ligne au maire de la ville de Cebu, Tomas Osmeña (en), pour construire un skatepark dans la ville, en reconnaissance de l'exploit de Didal. Osmeña répond que si la ville de Cebu est championne au classement général des Jeux nationaux des Philippines 2018, la moitié du prix sera affectée à un parc sportif qui privilégiera le skateboard aux South Road Properties. 
Aux Championnats du monde SLS 2019 à Rio de Janeiro, au Brésil, Didal atteint les demi-finales en devenant le premier représentant des Philippines à le faire avec Christiana Means. Didal ne réussit finalement pas à se qualifier pour la finale. Seuls les huit premiers patineurs sont qualifiés et elle se classe quatorzième avec 20 points. 
Lors de l'étape à Los Angeles du Street League Skateboarding World Tour 2019, elle termine 5e avec 21,20 points, la meilleure place d'une sportive philippine depuis les débuts de la compétition.

### X Games
Didal est invitée à participer aux X Games, devenant ainsi la première concurrente tous sexes confondus à représenter officiellement les Philippines aux Jeux. Elle participe donc aux X Games 2018 à Minneapolis, dans le Minnesota aux États-Unis.  

### Jeux asiatiques
Elle concoure pour les Philippines dans la compétition féminine de skateboard. Pour ça, elle s'entraîne pendant deux mois aux États-Unis avant l'événement. Didal remporte la quatrième médaille d’or pour les Philippines aux Jeux asiatiques de 2018. En sept tentatives, Didal cumule 30,4 points pour remporter la médaille d’or tandis que la médaillée d’argent Isa Kaya, du Japon, et la médaillée de bronze Bunga Nyimas (en), d’Indonésie, totalisent respectivement 25 et 19,8 points. Elle marque 14,2 points lors de ses deux premières manches et récolte sa note la plus élevée lors de la quatrième manche, avec 8,9 points, en effectuant le flip arrière à 50/50 à 360 degrés pour la première fois dans une compétition majeure. C'est le meilleur le plus important de tout l'événement en skateboard féminin. 
Après son exploit, elle est nommée porte-drapeau de la délégation philippine pour la cérémonie de clôture des Jeux. En tant que médaillée d'or aux Jeux, elle a droit à 6 millions de pesos, qu'elle compte utiliser pour aider sa famille à démarrer une entreprise. 
Le maire de la ville de Cebu, Tommy Osmeña, réitère les plans antérieurs pour sa ville, affirmant que sa sœur a promis de faire un don de 5 million de pesos pour la construction d'un skate park à South Road Properties afin de sensibiliser aux sports de glisse grâce à la victoire de Didal,.

### Championnat national
Didal participe au premier championnat national philippin de skateboard organisé à Santa Rosa, Laguna, en juillet 2019, où elle remporte la médaille d'or pour l'épreuve de rue féminine. 

## Récompenses
Le magazine Time inclus Didal dans sa liste des « 25 adolescents les plus influents de 2018 », reconnaissant ainsi son exploit en remportant une médaille d'or aux Jeux asiatiques de 2018 qui « consolide le statut du skateboard comme sport sérieux » aux Philippines. 

## Vie privée
Elle est ouvertement lesbienne.